# David Remnick
David Remnick (ur. 29 października 1958 w Hackensack w stanie New Jersey) – amerykański dziennikarz i pisarz. Reporter gazety The Washington Post i jej korespondent w Rosji w połowie l. 90. XX w. Laureat nagrody Pulitzera w 1994. Od 1998 redaktor naczelny tygodnika The New Yorker. "Wydawca Roku" tygodnika "Advertising Age" w 1999.

## Życiorys
David Remnick urodził się w rodzinie niepraktykujących Żydów. Jego ojciec był stomatologiem, a matka nauczycielką nauk o sztuce. Dorastał w Hillsdale, w typowo inteligenckim domu z olbrzymią biblioteką. W 1981 ukończył studia na wydziale literatury porównawczej Uniwersytetu Princeton. W okresie studiów publikował w studenckim tygodniku "Nassau Weekly". W 1982 rozpoczął pracę w The Washington Post, w którym zamieszczał swoje artykuły w działach: "Styl" i "Sport". Od 1986 był korespondentem gazety w Moskwie. Był naocznym świadkiem początku pieriestrojki, upadku ZSRR i narodzin nowej Rosji Jelcyna. Swoje spostrzeżenia z tego okresu zawarł w dwóch książkach: "Grobowiec Lenina. Ostatnie dni radzieckiego imperium" i "Zmartwychwstanie. Walka o nową Rosję". Pierwsza z nich w 1994 otrzymała Nagrodę Pulitzera oraz została uznana za książkę roku przez tygodnik "Time". W 1992 rozpoczął pracę w tygodniku The New Yorker. W 1998 został jego redaktorem naczelnym. Jest żonaty z reporterką The New York Times Ester B. Fein. Ojciec Alexa, Noja i Nataszy. Mieszka w Nowym Jorku.

## Ważniejsze publikacje
- Lenin's Tomb: The Last Days of the Soviet Empire, New York 1993 (Grobowiec Lenina. Ostatnie dni radzieckiego imperium, Warszawa 1997 ISBN 83-85852-24-7).
- The Devil Problem: And Other True Stories, New York 1996.
- Resurrection: The Struggle for a New Russia, New York 1997 (Zmartwychwstanie. Walka o nową Rosję, Warszawa 1997 ISBN 83-85852-25-5).
- King of the World: Muhammad Ali and the Rise of an American Hero, New York 1998.
- Wonderful Town: New York Stories from the New Yorker (red.), New York 2000.
- The New Gilded Age: The New Yorker Looks at the Culture of Affluence (red.). New York 2000.
- Life Stories: Profiles from the New Yorker (red.), New York 2000.
- Fierce Pajamas: An Anthology of Humor Writing from the New Yorker (red.), New York 2001.
- Reporting: Writings from The New Yorker, New York 2006.
- The Bridge: The Life and Rise of Barack Obama, New York 2010